# Amara inpunctata
Amara inpunctata är en skalbaggsart som beskrevs av Jules Putzeys. Amara inpunctata ingår i släktet Amara och familjen jordlöpare. Inga underarter finns listade i Catalogue of Life.